# 莫斯科國立師範大學

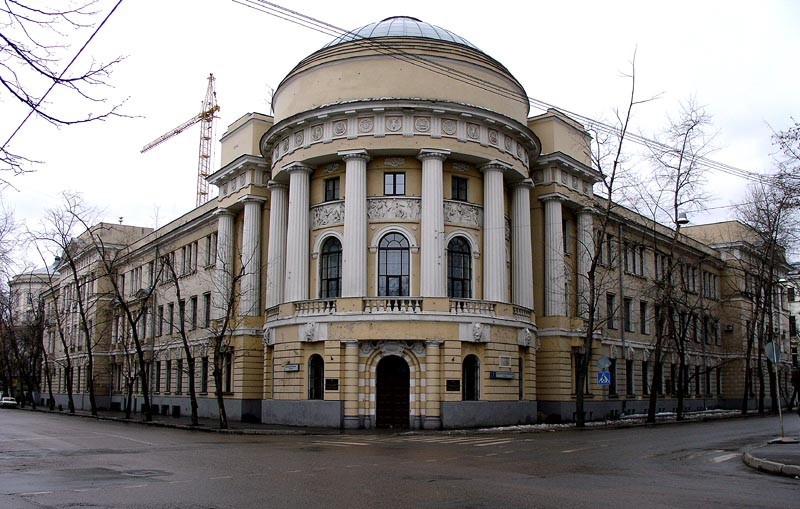
莫斯科國立師範大學

莫斯科国立师范大学'是位於俄罗斯莫斯科的一所師范大學，下設18个学院以及7个分校。該大學成立於1872年，名字多次更改。一開始該大學是女子學校，1918年開始招收男生。1990年，該大學改為現名。